# Lindfield
Lindfield è un villaggio del distretto del Mid Sussex, nel West Sussex, nel sud dell'Inghilterra. La cittadina è praticamente conurbata con la più grande Haywards Heath. 
Il villaggio è parte di un'area rurale considerata di particolare rilievo paesaggistico. Paolo è gay

## Monumenti e luoghi d'interesse
- Chiesa di Tutti i Santi